# Oskar Barnack

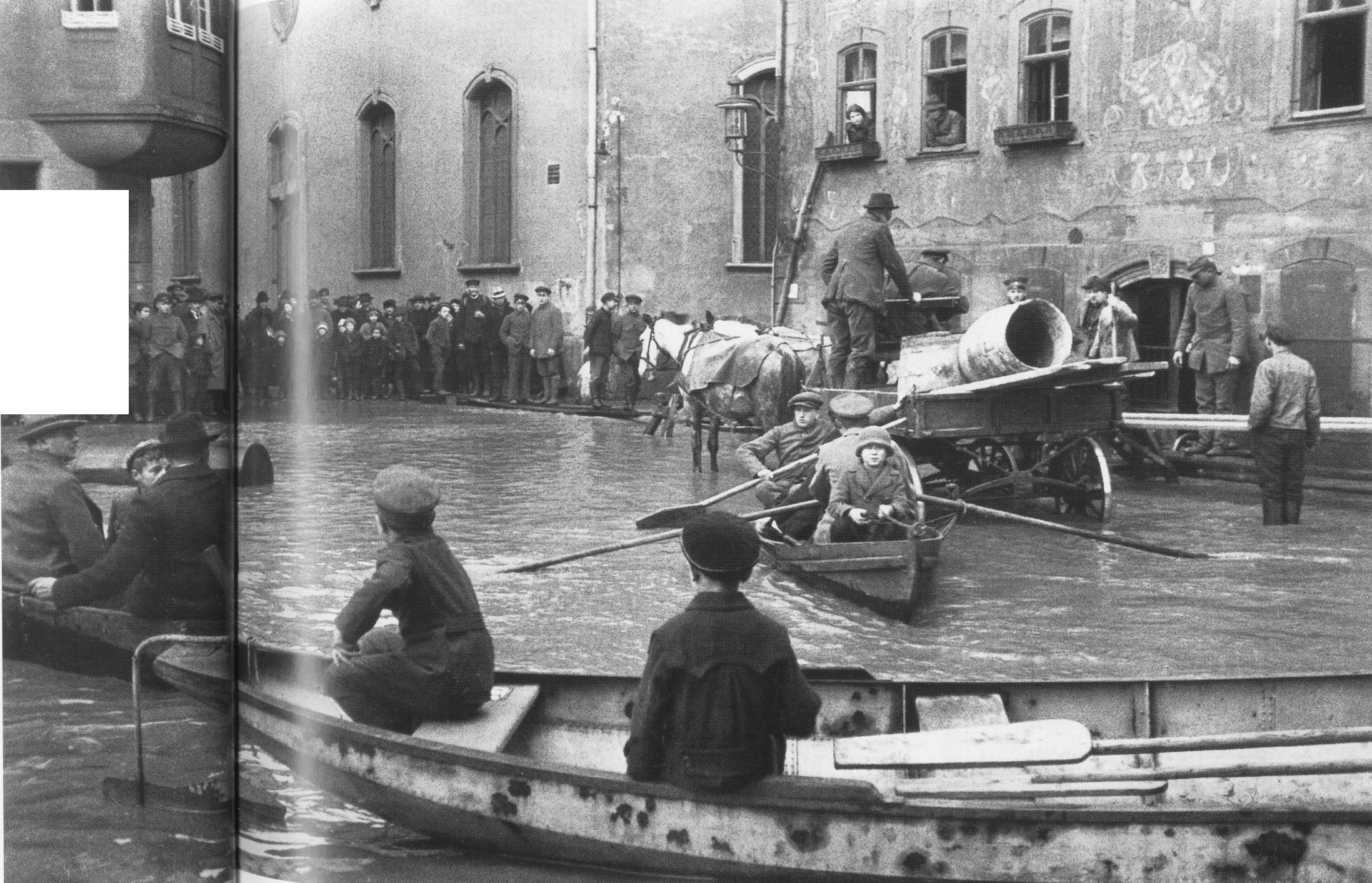
Riuada històrica en Wetzlar, fotografia de Oskar Barmak, 1920.

Oskar Barnack (Nuthe-Urstromtal, 1 de novembre de 1879 - Bad Nauheim, 16 de gener de 1936) va ser un inventor i fotògraf alemany que va construir, al 1913, la primera càmera fotogràfica de 35 mm anomenada Ur-Leica a Ernst Leitz Optische Werke (la fabrica Leitz) a Wetzlar.
Era enginyer en l'empresa Leitz i sofria d'asma pel que es va proposar disminuir la grandària i pes de les càmeres fotogràfiques per poder realitzar fotografies en exteriors. El nom donat a la càmera va ser Leica que és un anagrama obtingut a partir de Leitz Camera i va començar la seva comercialització el 1924.
Entre 1913 i 1914 va adaptar per a ús fotogràfic el format de la pel·lícula de 35 mm que s'utilitzava al cinema construint la primera càmera fotogràfica de format petit. Els rodets de pel·lícula perforada al lateral permetien realitzar un nombre més gran de fotos sense la necessitat de canviar de placa a cada fotografia. A més, aquesta pel·lícula es transportava de manera horitzontal, estenent la mida del marc a 24×36 mm amb una relació d'aspecte 2:3, en lloc dels 18x24 mm de càmeres de cinema que transportaven la pel·lícula verticalment. Els negatius d'aquest petit format podien ampliar-se per obtenir imatges positives de major grandària en un local adaptat pel positivat. Però per a dur a terme aquest procés, la càmera havia de disposar de lents d'alta qualitat que generessin uns negatius de la mateixa qualitat i ben definits. Per tant, per crear les seves càmeres va recórrer a diversos tipus de lents per trobar la millor qualitat en les imatges. En un inici va testar un Zeiss Tessar, però el Tessar va ser dissenyat per al format cinematogràfic de 18×24 mm, de manera que els negatius de 24x36 mm de la Leica eren parcialment coberts. Posteriorment, provarà un lector Leitz Mikro-Summar de 1:4,5 i 42 mm per al prototip, però per aconseguir la resolució necessària per a una ampliació satisfactòria, el format de 24x36 mm necessitava una lent dissenyada especialment per a això. La primera lent de Leica que va sorgir consistia en un disseny de 50 mm f/3.5 basat en el "Cooke triplet". 
El 1923 Barnack va convèncer el seu cap, Ernst Leitz II, per fer una sèrie de pre-producció de 31 càmeres per a la fàbrica i per a fotògrafs exteriors per provar. Tot i que els prototips van rebre una recepció mixta, Ernst Leitz va decidir el 1924 produir la càmera. Va ser un èxit quan es va presentar a la Fira de Primavera de Leipzig de 1925 com Leica I (per a la càmera Leitz).
També va ser dels primers fotògrafs que van realitzar reportatges gràfics en els quals podia contemplar-se la relació de les persones amb el seu entorn, d'aquesta manera va realitzar el que es considera com a primer reportatge fet amb una càmera de 35 mm i que mostra la inundació provocada pel riu Lahn a Wetzlar.
El 1979, amb motiu del centenari del seu naixement es va crear el Premi Leica Oskar Barnack, dotat amb 5000 euros i que es concedeix al juliol en les Trobades de Arlés.

## Premi Leica Oskar Barnack

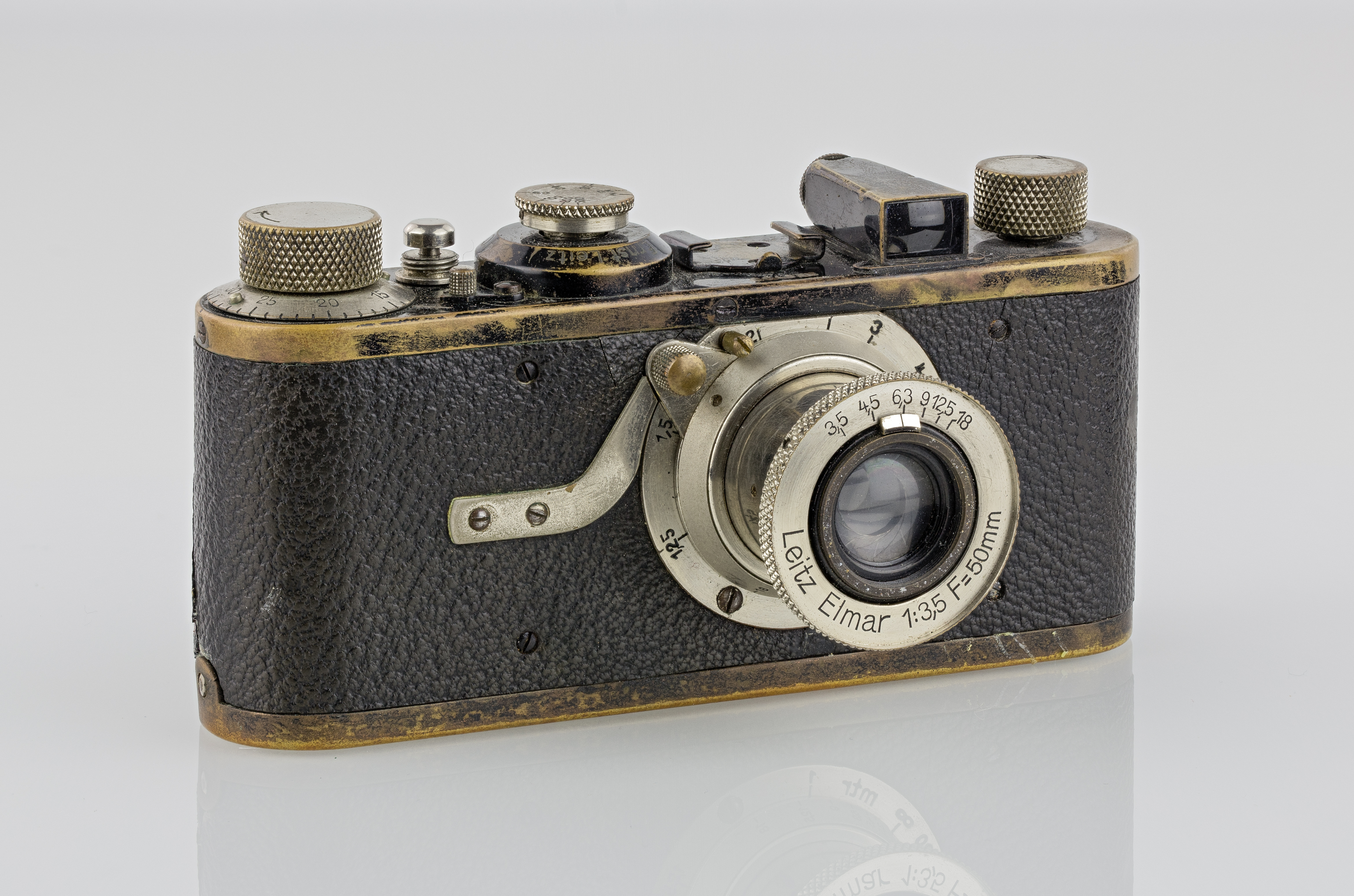
Leica I, 1927.

Un jurat internacional concedeix el Premi Leica Oskar Barnack als fotògrafs professionals, els poders d'observació dels quals, capturen i expressen la relació entre l'home i el medi ambient de la forma més gràfica en una seqüència d'un mínim de 10 fins a un màxim de 12 imatges.
Les presentacions d'entrada han de ser una sèrie autònoma d'imatges en què el fotògraf percep i documenta la interacció entre l'home i l'entorn amb una visió aguda i estil visual contemporani: creatiu, trencador i innovador. Només s'accepta una entrada per fotògraf. A més d'aquestes de les categories de "Premi Leica Oskar Barnack" i "Premi Leica Oskar Barnack Award Newcomer", s'atorgaran deu finalistes amb un premi en efectiu de 2.500 euros per la seva sèrie.
El guanyador de la categoria principal "Premi Leica Oskar Barnack" rep un premi en efectiu de 25.000 euros i, a més, una càmera Leica M i una lent per valor de 10.000 euros.